# NBC Tower
De NBC Tower is een wolkenkrabber in Chicago, Verenigde Staten. Het gebouw staat op 455 North Cityfront Plaza Drive. De bouw van de kantoortoren begon in 1985 en werd in 1989 voltooid.

## Ontwerp
De NBC Tower is 191,11 meter hoog en telt 37 verdiepingen. Het is door Skidmore Owings And Merrill in postmodernistische stijl ontworpen en heeft een gevel van kalksteen en licht gekleurd graniet. Het gebouw bevat kantoren en een televisie studio. Het heeft ongeveer 78.967,58 vierkante meter aan verhuurbare ruimte en bevat een parkeergarage voor 261 auto's in de drie verdiepingen onder de begane grond.
Het ontwerp van de toren is geïnspireerd door art deco en het Comcast Building in New York. Het ontwerp van de toren, met parallel lopende vlakken van noord naar zuid, zorgt ervoor dat het gebouw verschillende soorten plattegronden bevat. De plattegrond van het breedste gedeelte heeft namelijk een oppervlakte van ongeveer 2.756,43 vierkante meter, terwijl dit bovenaan de toren ongeveer 1.386,11 vierkante meter is. Het gebouw bevat restaurants en winkels. Het bereikt zijn hoogste punt via een 39,62 meter hoge, spits toelopende piek.